# Meerim Dżumanazarowa

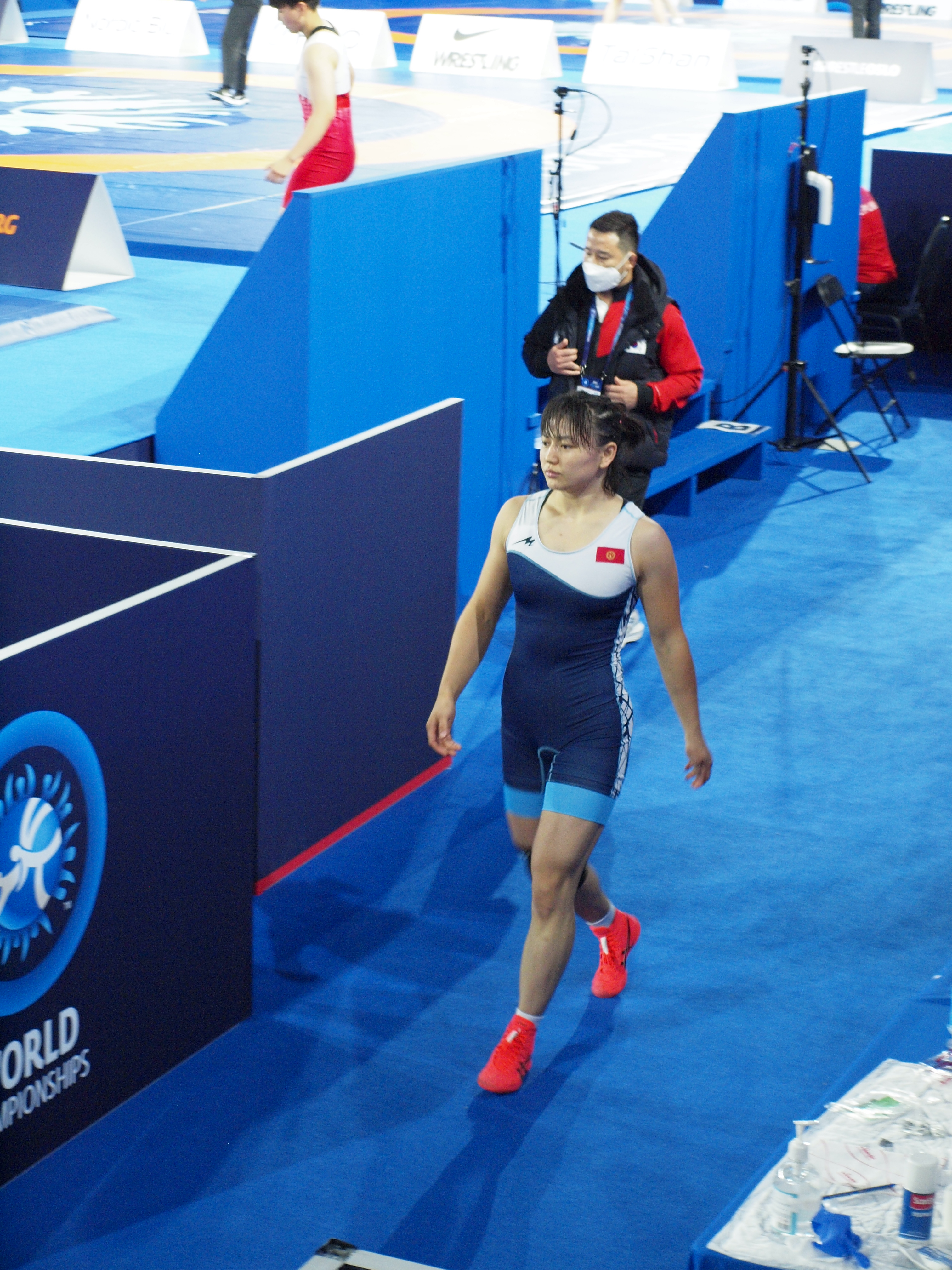
MŚ 2021

Meerim Dżumanazarowa (kirg. Мээрим Жуманазарова; ur. 9 listopada 1999) – kirgiska zapaśniczka walcząca w stylu wolnym. Brązowa medalistka olimpijska z Tokio 2020 w kategorii 68 kg, a także srebrna z Paryża 2024 w kategorii 68 kg.
Mistrzyni świata w 2021. Brązowa medalistka igrzysk azjatyckich w 2018 i halowych igrzysk azjatyckich w 2017. Mistrzyni Azji w 2021; druga w 2022; trzecia w 2018 i 2019. Triumfatorka igrzysk solidarności islamskiej w 2021. Wygrała indywidualny Puchar Świata w 2020. 
Druga na MŚ juniorów w 2019; trzecia w 2017. Wygrała mistrzostwa Azji U-23 w 2022. Mistrzyni Azji juniorów w 2017, 2018 i 2019 roku.
Absolwentka wydziału prawa na International University of Kyrgyzstan w Biszkeku.